# Stor trumpetlilja
Stor trumpetlilja (Lilium wallichianum) är en art i familjen liljeväxter. Förekommer i Himalaya, samt södra Indien. Arten odlas ibland som trädgårdsväxt, men är tveksamt härdig i Sverige.
Stor trumpetlilja är en flerårig ört som blir 90-180cm hög. Löken är äggrund, cirka 5 cm i diameter, med purpur lökfjäll. Stjälkarna vandrar delvis under jord där de bildar smålökar. Bladen sitter strödda och är smal gräslika till lansettlika. Blomställningen har 1-3 horisontella blommor, de är trumpetformade och blir 18-22 cm långa. Hyllebladen är gräddvita, innesidan med grön bas. Nektarierna är gröna. Ståndarknappar och pollen är orange. Fröna är ljusgroende.

## Varieteter
Två varieteter kan urskiljas:
- var. wallichianum - har gräslika blad och förekommer i Nepal, Sikkim, Bhutan och Assam.  Den växer på kalkstensklippor i barrskogar, 1000-1500 meter över havet.

- var. neilgherrense - har lansettlika blad och förekommer endast på ett fåtal platser i Karnataka, i södra Indien.

Lilium ×burnhamense H.F.Comber, Woodcock & Stearn representerar hybriden mellan varieteterna.

## Synonymer
var. wallichianum
- Lilium batisua Buch.-Ham. ex D.Don
- Lilium longiflorum Wall., nom. illeg.

var. neilgherrense
- Lilium longiflorum var. neilgherrense (Wight) Baker
- Lilium metzii Steud. ex Duch.
- Lilium neilgherrense Wight
- Lilium tubiflorum Wight